# Ottstedt am Berge
Ottstedt am Berge är en ortsteil i staden Grammetal i Landkreis Weimarer Land i förbundslandet Thüringen i Tyskland. Ottstedt am Berge var en kommun fram till den 31 december 2019 när den uppgick i Grammetal. Kommunen Ottstedt am Berge hade 241 invånare 2019.